# 亙理元宗
亙理元宗（1530年—1594年8月5日），日本戰國時代的武將。伊達氏重臣。亙理氏第17代當主。陸奧國亙理郡亙理城城主。父親是伊達氏第14代當主伊達稙宗。

## 生平
在享祿3年（1530年）出生，家中第十二男。天文12年（1543年）3月，因為成為外祖父亙理宗隆養嗣子的哥哥綱宗戰死，於是成為後繼人，在天文之亂後，繼承亙理氏的家督。在這段時期的所領包括亙理郡內20個村、伊具郡內6個村（藤田村、島田村、枝野村、尾山村、坂津田村、平貫村）、名取郡的長谷村。從亙理氏以前的居城小堤城，移至位於東北面新築的亙理城。天文21年（1552年），因為長兄晴宗的命令而上洛。期間受武田信虎贈予佩刀「綱廣」。
永祿13年（1570年）4月，在侄子輝宗討伐中野宗時之際，於刈田郡宮河原迎撃逃走的宗時等人。此後被加增名取郡的小川村和笠島村、伊具郡的小田村、長井（置賜郡）的河原津村。
天正2年（1574年），在輝宗於天正最上之亂中加入最上義守方時，向通往最上領地的篠谷口出陣。9月，為了和平交渉而與最上氏重臣氏家守棟會談，同月10日，達成和睦。天正6年（1578年），在輝宗開始介入越後時，被任命為與相馬盛胤戰鬥的指揮。在輝宗的兒子政宗一代，亦參與人取橋之戰、鎮壓葛西大崎一揆等，以伊達一門重鎮的身份，於軍事、外交上行動。
天正19年（1591年），在伊達家移封岩出山後，領有遠田郡涌谷城8百8十5貫5文（8千8百5十石）。在文祿3年（1594年）6月19日於遠田郡大貫病死。享年65歲。子孫在後來成為仙台藩的一門涌谷伊達家。

## 登場作品
電視劇
- 『獨眼龍政宗』（NHK大河劇，1987年，演員：鶴田忍）